# Tysfjord
Tysfjord este o comună din provincia Nordland, Norvegia.